# 息 (春秋)
息（そく）は、周代の諸侯国。鄎とも言う。爵位は侯爵。国君は姫姓。春秋時代初期に楚の文王によって滅亡し、その地に楚の県が設置された。

## 歴史
紀元前712年、息は鄭を討伐した。当時、鄭の荘公は数年間、宋や衛等の大国を打ち負かしていた。当然ながら息師は大敗した。『春秋左氏伝』隠公十一年は息の出征の評価の中で、息師の自信過剰に対する批判が含まれている。童書業には、息は当時単独で鄭を討伐しようとしていたため、その軍事力は決して弱くないと評価している。
紀元前684年、蔡の哀侯は息侯の夫人の息嬀に非礼を働き、息侯は激怒した。楚に偽って息を攻撃し、援軍としてやってきた蔡を撃つよう申し入れた。楚の文王は同意し、蔡師は大敗し蔡の哀侯は捕虜となった。蔡の哀侯はこれを恨みに思い、息嬀が美人であると楚の文王に吹き込んだ。楚の文王は息を滅ぼし息嬀を娶り、生まれた両子が楚の堵敖と成王である。楚の文王は息嬀を寵愛し、紀元前680年には蔡を討伐した。『春秋左氏伝』荘公十七年に楚文王「実県申息」、楚が息を滅ぼし県を設置したと記載がある。

## 参考資料
- 楊伯峻《春秋左伝注》ISBN 7101002625
- 童書業（中国語版）《春秋左伝研究》ISBN 7101051448